# Lac-des-Dix-Milles
Pour les articles homonymes, voir Milles.
Lac-des-Dix-Milles est un territoire non organisé situé dans la municipalité régionale de comté de la Matawinie, dans la région administrative de Lanaudière, au Québec.